# 353682 Maberry
353682 Maberry è un asteroide della fascia principale. Scoperto nel 2011, presenta un'orbita caratterizzata da un semiasse maggiore pari a 2,7602587 au e da un'eccentricità di 0,1617223, inclinata di 7,97737° rispetto all'eclittica.